# Quinto Mucio Escévola (pretor 215 a. C.)
Quinto Mucio Escévola (finales del siglo III a. C.) fue un político de la Antigua República Romana. Obtuvo la pretura en el año 215 a. C. y el gobierno propretoriano de la provincia de Sardinia en el año 214 a. C. Como gobernador de Sardinia, su cargo se prolongó en dos ocasiones, la primera por dos años más y la segunda por otro año.
Publio Mucio Escévola, cónsul en 175 a. C. y Quinto Mucio Escévola, cónsul en 174 a. C. fueron probablemente sus hijos, y los hermanos Publio Mucio Escévola y Publio Licinio Craso Dives Muciano, ambos pontifex maximus, fueron sus nietos por parte de Publio, mientras que Quinto Mucio Escévola Augur era su nieto por parte de Quinto.